# Cofradía de Jesús Camino del Calvario
La Cofradía de Jesús Camino del Calvario es una cofradía de la Semana Santa de Zaragoza. Fue fundada en el año 1938 por un grupo de hombres piadosos que se agrupaban y portaban el paso de la Verónica (o de Jesús Camino del Calvario) en la procesión del Santo Entierro, en el Viernes Santo de 1935. La cofradía actualmente está compuesta por más de mil hermanos cofrades, y cada año aumenta en más de 50 hermanos y hermanas nuevos. Esta es una cofradía de la Semana Santa de Zaragoza, conocida por sus bombos, ya que producen un gran estruendo en su típicas y tradicionales salidas procesionales del Lunes Santo, a las nueve de la noche, y del Miércoles Santo a las nueve y media de la noche desde la Basílica Parroquia de Santa Engracia.
El Miércoles Santo, a las 12 de la noche, en la Plaza del Pilar, se realiza el Santo Encuentro con la Hermandad de San Joaquín y de la Virgen de los Dolores.
El Hermano Mayor, cuyo mandato dura 3 años y es elegido por los hermanos en un Capítulo Ordinario, es Jose Luis Sanjuan Vicente (2014-actualmente).

## Historia

### Etapa deSan Cayetano1938-1945
Durante esta etapa la Cofradía se marcó como principales objetivos, en esos momentos que faltaba de todo, aumentar el número de hermanos, procurar a los hermanos un hábito y dotar a la Cofradía del aparato ornamental para engrandecer la devoción por el paso de Jesús Camino del Calvario. Y así se llevó a cabo, para ello se realizó una greca para adornar el paso y se elaboraron cuatro faroles –también para el paso- y una Cruz Guía –que fue encargada a talleres Quintana, que realizó las funciones de estandarte y a la que se le colocó una reproducción del paño que portaba la Verónica del paso de Jesús Camino del Calvario.

### Etapa deSan Gil1946-1969
Esta etapa la podemos considerar como la del asentamiento, ya que al tener sede propia, la Cofradía pudo organizar sus propios actos litúrgicos, valga como ejemplo que desde 1948 se tomó la decisión de celebrar una misa rezada todos los cuartos domingos de cada mes a la que se aconsejaba la asistencia de todos los hermanos; y también es la del lento crecimiento pues desde aquellos 20 hermanos de 1938, 37 hermanos en 1939-40, llegamos a los 200 en 1969.

### La llegada a laBasílica-parroquia de Santa Engracia, Del año 1969 a la actualidad

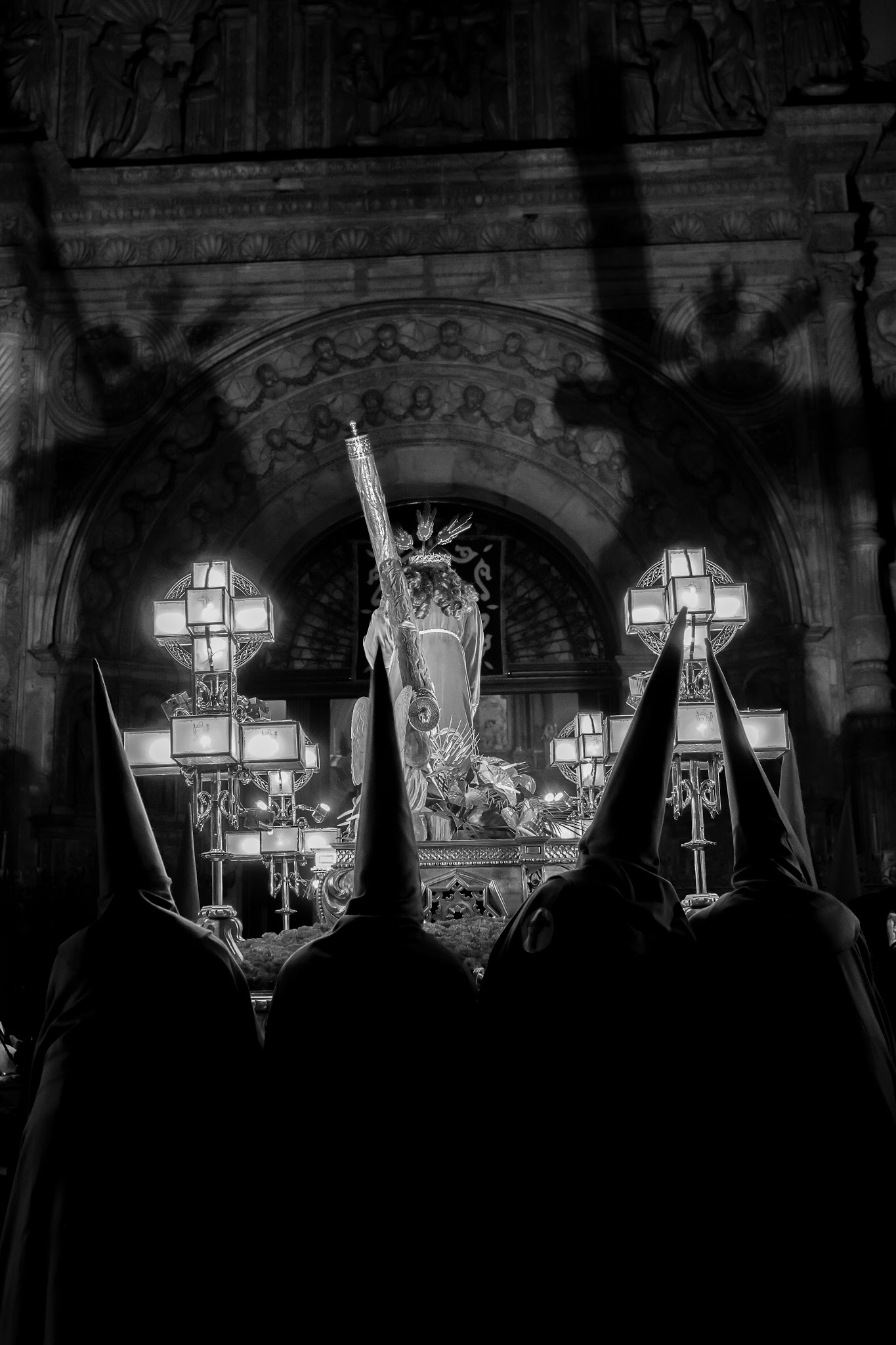
Cofrades recogiendo una de sus imágenes en la Basílica de Santa Engracia el Lunes Santo

En este periodo que ocupa casi 50 años, los hermanos cofrades de Jesús Camino del Calvario hemos crecido numéricamente gracias sobre todo al papel de la mujer y a la incorporación de nuestra Cofradía en la Parroquia de Santa Engracia –en este último aspecto hay que reconocer en especial el papel activo de D. Mariano Mainar y también de los sucesivos Consiliarios y Viceconsiliarios que tuvimos y tenemos durante este largo espacio temporal.
La primera salida procesional de nuestra Cofradía desde Santa Engracia se produjo el Miércoles Santo 25 de marzo para realizar la Procesión del Santo Encuentro.

## Pasos y Peana

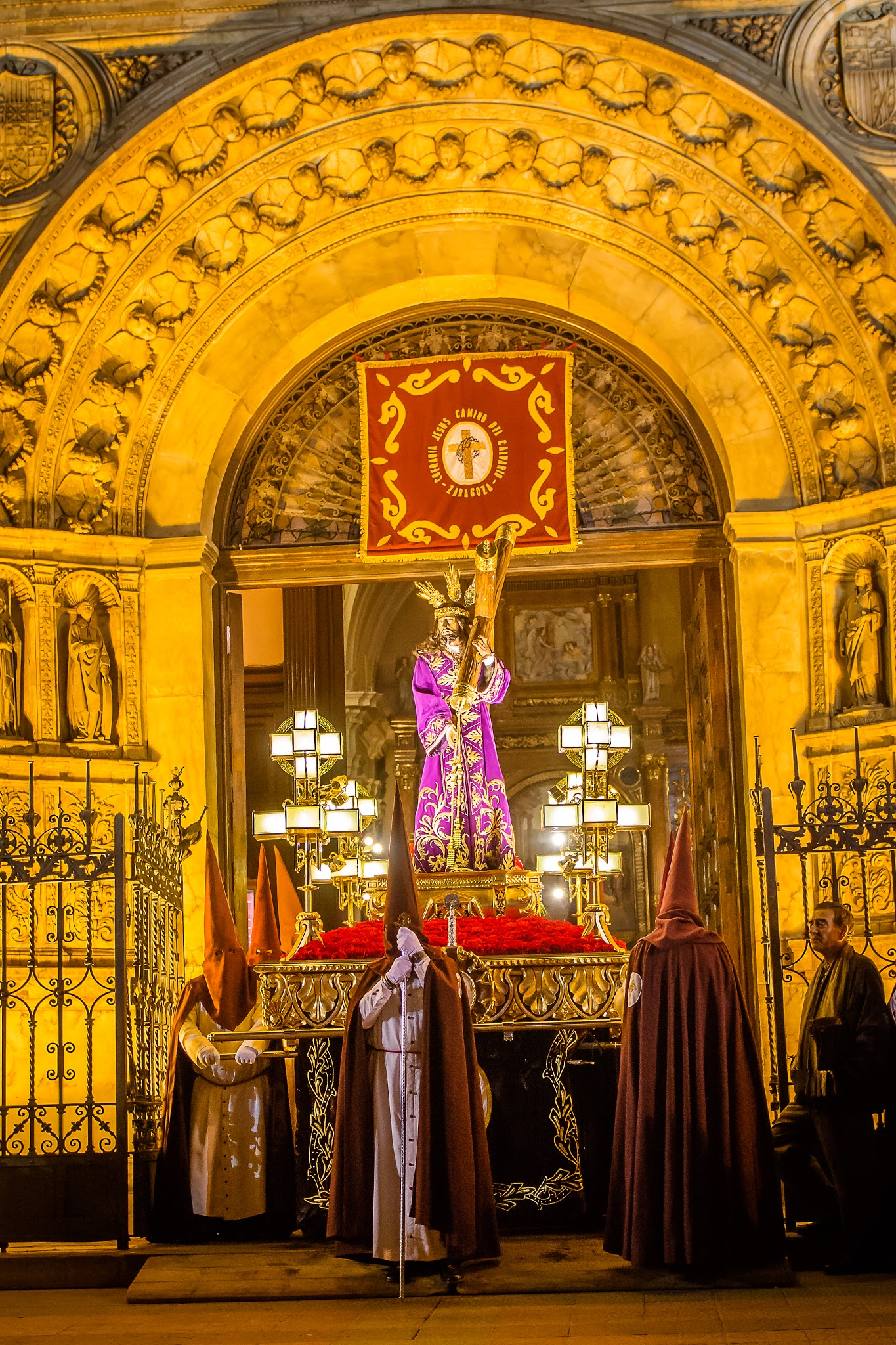
Salida del paso de Jesús con la Cruz a Cuestas de la Basílica de Santa Engracia

### Paso de Jesús Camino del Calvario
Ya desde 1603, o quizá antes, procesionaba una imagen de Jesús camino del Calvario el Miércoles Santo por las calles de Zaragoza, como se deduce de las ordinaciones de la Cofradía de los estudiantes, que bajo la advocación de San Gregorio Magno y Santa Elena, había sido fundada en 1597 en el convento de San Agustín.

### Paso de la Caída del Señor
La idea de realizar el paso de la Caída del Señor permaneció durante muchos años entre los anhelos de la Hermandad de la Sangre de Cristo. Fue a finales de 1939 cuando la Cofradía de Jesús Camino del Calvario, decidió realizar un paso en el que representar la caída de Jesús hacia el Calvario.

### Peana de Jesús en su Primera Caída
Allá por el año 1999, la Junta de Gobierno propuso al Capítulo, y este lo aprobó, la realización de un tercer paso para ser portado fraternalmente a hombros que representara a Cristo caído, camino del Calvario. Por muy diversas razones, tan hermosa iniciativa hubo de ser postergada. Esta peana salió por primera vez a la calle en el año 2014. 

## Hábito y emblema
El hábito, se compone de una túnica blanca con botonadura exterior granate ceñida por un cíngulo trenzado en rojo. Capa amplia y capirote de color granate, guantes negros,los hermanos que tocan el bombo y los portadores de la peana en vez de llevar capirote llevan tercerol, muy típico en la zona de Aragón. Por último el emblema de la Cofradía de Jesús Camino del Calvario, está compuesto por una cruz en posición vertical orlada con una corona de espinas en la parte superior del brazo transversal, la cruz es de madera y ocupa la mitad de esta, la corona de espinas.  

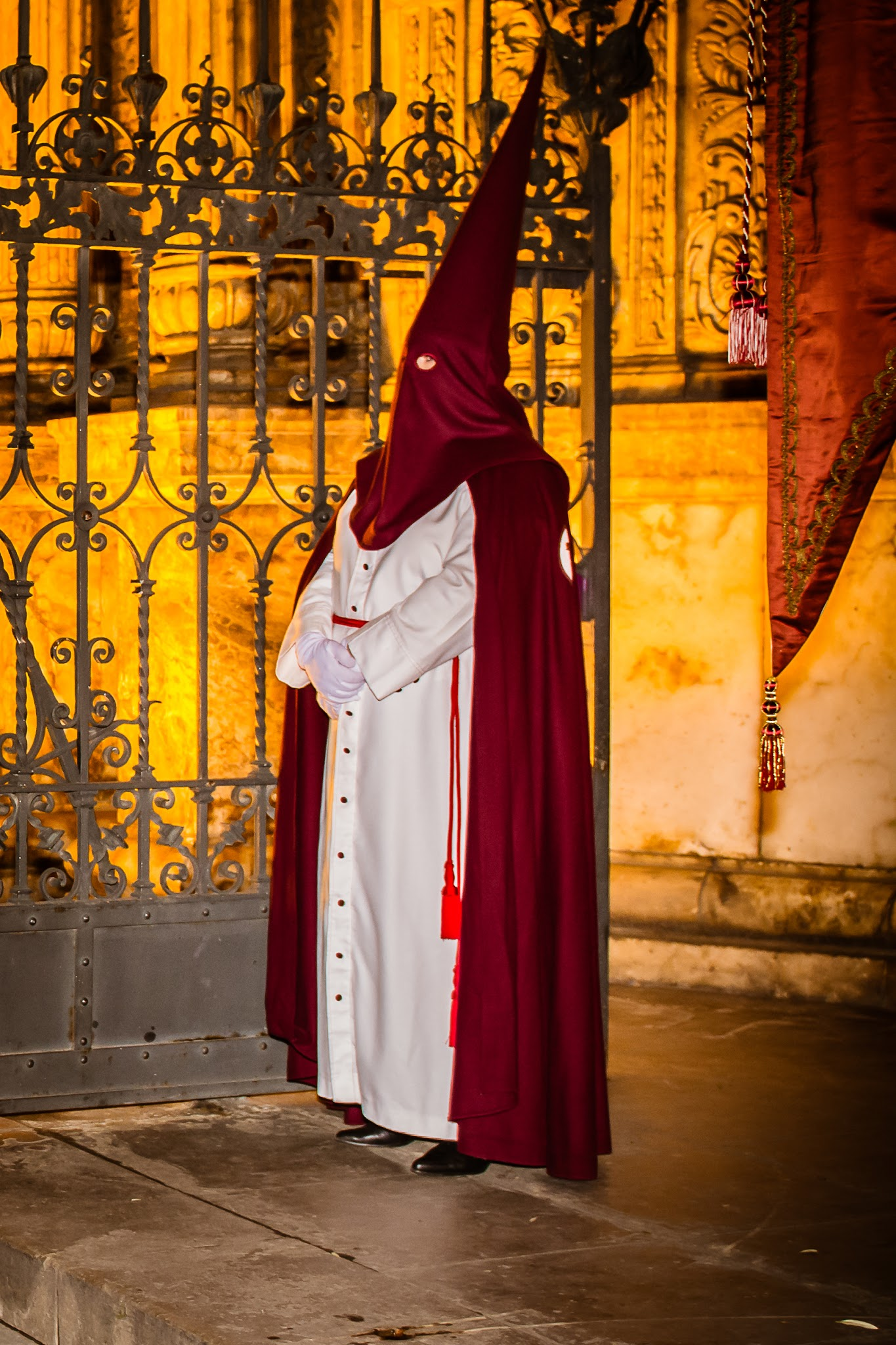
Hábito Completo

## Secciones que la forman
Atributos. Los atributos son objetos pertenecientes a la Cofradía que cuentan con un significado y simbolismo especial. Desde cruces y faroles hasta un manto a la Virgen, todos ellos forman parte de la historia de la Cofradía Jesús Camino del Calvario. Este grupo está formado por unos 100 hermanos.  
La Sección de Instrumentos está formada por más de 350 tambores, timbales, bombos y cornetas. La Sección de Instrumentos nace en 1961. En poco más de 25 años, los 16 hermanos iniciales que conformaban la sección se habían convertido en 150, y su auge hizo que en 1992 se encargara a la Cofradía organizar el concurso y exaltación de instrumentos de la Semana Santa zaragozana. La Sección ha seguido creciendo de manera impresionante. 
Velas. Silencio, recogimiento, oración, meditación en nuestro acompañamiento a Jesús camino al Calvario. Estas son las sensaciones que se viven y se sienten cuando los hermanos portadores de vela asistimos a las procesiones que nuestra cofradía organiza.
Hermanas Mantilla. Un hermano propone la creación de “Camareras del Paso” en el Capítulo General Ordinario del 9 de diciembre de 1965. En principio se toma en consideración y se deja pendiente de su definitiva aprobación por el Capítulo y de la correspondiente autorización por la Jerarquía Eclesiástica.
Sección Infantil. Han pasado 10 años desde la creación de la Cofradía, cuando en 1947 se plantea desde la Junta de Gobierno la posibilidad de la fundación de una Sección Infantil, ya que la mayoría de los hermanos tienen hijos o familiares menores a los que les gustaría hacer partícipes de su ilusión por la Cofradía de Jesús Camino del Calvario y por tanto que ingresen dentro de la misma. 
Portadores. Cada paso tiene un Hermano Cabecero que es responsable de los traslados, montaje, limpieza y ornamentación del mismo. Para esta labor existe un grupo de ocho Hermanos para el paso de Jesús con la Cruz a Cuestas y de trece para el de la Caída del Señor, entre los que debe haber dos Hermanos guía y otros dos Hermanos guías reserva.

## Sedes
Sede Canónica: Basílica Parroquia de Santa Engracia, Castellano, 1 50001-Zaragoza.
Sede Social: Basílica Parroquia de Santa Engracia

## Enlaces de interés
- Wikimedia Commons alberga una categoría multimedia sobre Cofradía de Jesús Camino del Calvario.
- Ayuntamiento de Zaragoza-Semana Santa en Zaragoza
- web de la cofradía

- Datos: Q17374343
- Multimedia: Cofradía de Jesús Camino del Calvario / Q17374343